# Mistrzostwa Nordyckie w Zapasach 1971
Mistrzostwa odbyły się 24 kwietnia 1971 roku w duńskim mieście Sønderborg.

## Tabela medalowa
Gospodarz zawodów został zaznaczony kolorem.
| Poz. | Państwo   |    |    |    | Łącznie |
| ---- | --------- | -- | -- | -- | ------- |
| 1    | Szwecja   | 5  | 3  | 2  | 10      |
| 2    | Finlandia | 3  | 4  | 1  | 8       |
| 3    | Norwegia  | 2  | 2  | 1  | 5       |
| 4    | Dania     | 0  | 1  | 6  | 7       |
|      | Łącznie   | 10 | 10 | 10 | 30      |

## Wyniki

### Styl klasyczny
| Konkurencja            | Złoto             | Srebro         | Brąz                  |
| Kategoria do 48 kg     | Zenko Gardian     | Soini Kaupinen | Jens J.Larsen         |
| Kategoria do 52 kg     | Kjell Fernstroem  | Ole Soerensen  | Palle Wede            |
| Kategoria do 57 kg     | Pertti Ukkola     | Per Lindholm   | Jørn Krogsgaard       |
| Kategoria do 63 kg     | Lars-Erik Skiöld  | Martti Laakso  | Oystein Davidsen      |
| Kategoria do 68 kg     | Kauno Maeaettae   | Ole Olsen      | Hans Eriksson         |
| Kategoria do 74 kg     | Eero Tapio        | Roland Franzen | Erik Klitgaard        |
| Kategoria do 82 kg     | Harald Barlie     | Matti Laakso   | Jan Kårström          |
| Kategoria do 90 kg     | Nils Inge Nilsson | Håkon Øverby   | Flemming Kosakewitsch |
| Kategoria do 100 kg    | Tore Hem          | Leif Norstroem | Martti Niemi          |
| Kategoria ponad 100 kg | Per Svensson      | Arje Nadbornik | Allan Thoernstroem    |